# 傑索拉·加尼美·卡美巴 決戰！南海大怪獸
《傑索拉·加尼美·卡美巴 決戰！南海大怪獸》（日文原名：ゲゾラ・ガニメ・カメーバ 決戦!南海の大怪獣
）是1970年8月1日上映的日本電影。

## 登場怪獸
- 傑索拉
- 加尼美
- 身長:20m
- 體重:1萬2000噸
- 卡美巴

## 演員
- 工藤太郎:久保明
- 星野アヤ子:高橋厚子
- サキ:小林夕岐子
- 宮恭一博士:土屋嘉男
- 小畑誠:佐原健二

## 製作人員
- 監製:田中友幸
- 監督:本多猪四郎
- 特技監督:有川貞昌
- 腳本:小川英
- 音樂:伊福部昭
- 傑索拉,加尼美:中島春雄
- 卡美巴:中村晴吉